# Phạm Minh Nguyệt
Phạm Minh Nguyệt (sinh ngày 11 tháng 8 năm 1976 tại quận Kiến An, Hải Phòng) là một nữ diễn viên điện ảnh và truyền hình Việt Nam. Minh Nguyệt được biết đến nhiều nhất và nổi tiếng với vai Biển trong bộ phim dài tập Sóng ở đáy sông năm 2000 cùng nhiều vai bi trong các phim khác.

## Tiểu sử
- Sinh ngày 11 tháng 8 năm 1976 tại Kiến An, Minh Nguyệt tốt nghiệp cấp 3 trường THPT Kiến An, Hải Phòng.
- Tốt nghiệp trường Trung cấp văn hóa nghệ thuật Hải Phòng khoa kịch[2], Minh Nguyệt bắt đầu nổi tiếng tại Hải Phòng với nhiều vai diễn bi kịch.
- Kể từ vai Biển trong phim Sóng ở đáy sông năm 2000, tên tuổi của Minh Nguyệt được biết đến rộng rãi hơn.
- Minh Nguyệt lấy chồng đồng hương Hải Phòng và có một người con trai, tuy nhiên do bất đồng quan điểm về cách sống và nghề nghiệp hai người đã chia tay đầu những năm 2000.
- Minh Nguyệt hiện sống và hoạt động tại Hà Nội, công tác tại nhà hát Kịch Hà Nội. Con trai cô hiện sống tại Hải Phòng.[3][4]

## Điện ảnh
- Hà Nội mùa đông năm 46 vai Tự vệ Nhà Hát Lớn
- Người đàn bà hủi vai Nga
- Hải Quỳ
- Dương cầm xanh
- Rừng đen vai Mỹ
- Trò đùa của thiên lôi vai Ngân

## Truyền hình
- Sóng ở đáy sông ... Biển
- Đứa con vùng đồi ... Lanh
- Cỏ lông chông
- Bí mật tam giác vàng
- Khép mắt chờ ngày mai
- Tết này ai đến xông nhà
- Công ty "co dãn mênh mông" ... Chị đồng nát
- Nga (6 tập, phim Văn nghệ Chủ Nhật năm 2001) ... Nga
- Thiên đường của ông nội
- Ông nội ông nội ... Cô gù
- Thái sư Trần Thủ Độ
- Đời chè
- Lúa và đất
- Nếp nhà
- Cổ vật
- Nước mắt của biển
- Con mắt bão
- Con Vá
- Xóm bờ sông
- Cây trầu không ... Tiểu đội trưởng TNXP
- Mặt nạ da người
- Sát thủ online 
 ... Mẹ Hương "Sữa"
- Khép mắt chờ ngày mai
- Mạch ngầm vùng biên ải
- Lặng yên dưới vực sâu
- Quỳnh búp bê
- Lời ru mùa đông
- Con đường sáng ...Ngọan (danh đề: Bích Nguyệt)
- Bão ngầm
- Đừng làm mẹ cáu ... Bà Tâm (mẹ Trung)
- Hoa sữa về trong gió ... Bà Vân

## Giải thưởng
- 2003: Đứa con vùng đồi giành HCV liên hoan truyền hình toàn quốc 13